# 슈테판 헤기
슈테판 헤기(독일어: Stephan Hegyi, 1998년 7월 25일~)는 오스트리아의 유도 선수이다. 2020년 하계 올림픽 남자 헤비급에 참가했다.